# Fielmann
Fielmann (Фильманн)— лидер немецкого рынка глазной оптики. Фирме Fielmann принадлежат 5 % магазинов оптики в Германии. В 2007 году сбыт фирмы на рынке составил 48 % с оборотом 21 %. Сейчас в Европе имеется 612 филиалов в таких странах как Германия, Австрия, Швейцария, Украина, Польша, Литва, Люксембург, Нидерланды, Беларусь и Латвия.

## История
- В 1972 году мастер по глазной оптике из Гамбурга Гюнтер Фильманн основал магазин в городе Куксхафен, Германия.

- В 1981 году мастер заключил специальный договор со страховой кассой AOK Esens и создал 90 моделей из металла и пластмассы в 640 вариантах.
- В 1994 первые филиалы в Швейцарии
- В 1999 году открытие первых филиалов в Австрии и Польше.
- В 2002 году Фильманн открыл свою Академию в Замке Плён[нем.] (Плён)
- В 2002 году первый филиал в Нидерландах

- В июне 2007 года открыты 2 филиала в Люксембурге.

- В 2007 году созданы 698 рабочих мест и 1941 мест для учащихся.

## Награды
- 2003 — Deutscher Handelspreis в категории эффективность управления в нише розничной торговли.

1. ↑  Fielmann Group AG Aktie | 577220 | DE0005772206 | Aktienkurs (нем.)